# خودمالش در جانوران

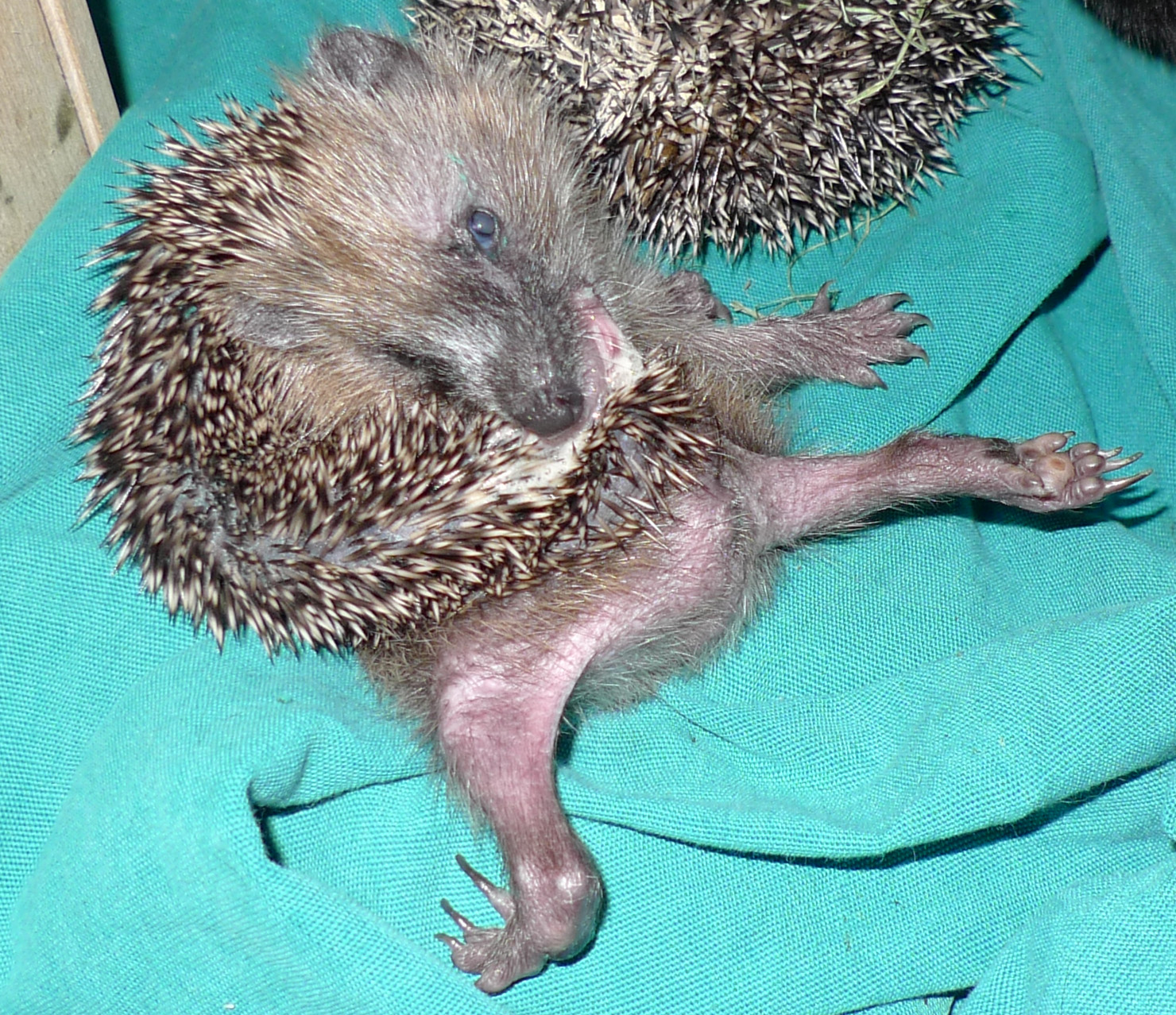
خودمالشی در جوجه‌تیغی

خودمالش (به انگلیسی: Self-anointing) در جانوران، که گاهی به آن مسح یا مورچه‌گیری نیز می‌گویند، رفتاری است که در آن جانوری ناانسان موادی خوشبو را روی خود می‌مالد. این مواد اغلب ترشحات، بخش‌ها یا کل بدن جانوران یا گیاهان دیگر هستند. جانور ممکن است این مواد را بجود و سپس مخلوط بزاق حاصل را روی بدن خود پخش کند یا ممکن است منبع بو را مستقیماً با یک زائده، ابزار یا با مالیدن بدن خود بر روی منبع پخش کند.
کارکردهای خودمالش بین گونه‌ها متفاوت است، اما ممکن است به عنوان خوددرمانی عمل کند، انگل‌ها را دفع کند، استتار کند، به برقراری ارتباط کمک کند، یا جانور را سمی کند.